# Torre Vista Marina
El Torre Vista Marina es un edificio ubicado en la avenida Balboa en Panamá. Cuando finalizó su construcción en el 2002 se convirtió en el tercer rascacielos más alto del país, solo superada por las Torres Miramar y Torre Mirage. Lugar que no perduró por mucho ya que en el 2008  fue superado por nuevas construcciones como Ocean One, Aquamare, Aqualina Tower, entre otros.
En el 2006, comenzó la construcción de su torre gemela, llamada Vista del Mar, que finalizó en el 2009.

## La Forma
- Su altura es de 161 metros y tiene 44 pisos.

## Datos clave
- Altura: 161 m.
- Espacio total - --- m².
- Condición: Construido.
- Rango: 	
  - En Panamá: 2002: 3.º lugar (superado por el Torre Mirage y el Torres Miramar).
  - En Latinoamérica: 2008: 32.º lugar